# Gouverneur général des Indes
Le gouverneur général des Indes, ou de 1858 à 1947 le « vice-roi et gouverneur général des Indes » (anglais : Viceroy and Governor-General of India), est le représentant de la monarchie britannique en Inde pendant la domination britannique puis, de 1947 à 1950, le représentant du monarque du dominion de l'Inde.
Le poste est créé en 1773 comme gouverneur général de la présidence de Fort William. En 1833, le gouverneur général reçoit autorité sur toute l'Inde britannique et devient gouverneur général des Indes. En 1858, les territoires de la Compagnie passent sous l'administration directe du gouvernement britannique et le gouverneur général est à la tête de l'administration coloniale. Une partie du territoire demeure dirigée par des souverains locaux : la suzeraineté du monarque britannique sur ces États princiers est exercée par le gouverneur général, qui porte ainsi le titre de vice-roi.
Le titre de vice-roi est abandonné en 1947, quand l'Inde et le Pakistan deviennent indépendants sous la forme de dominions, mais le poste de gouverneur général de l'Inde continue d'exister comme représentant du roi, alors qu'est créé le gouverneur général du Pakistan. Le poste de gouverneur général de l'Inde est aboli en 1950 lorsque l'Inde devient une république.

## Pouvoirs
Le pouvoir du gouverneur général s'étend originellement à la seule présidence du Bengale mais il dispose de pouvoirs additionnels sur les affaires étrangères et la défense : les autres présidences de la Compagnie des Indes orientales (Madras, Bombay, Bencoolen) ne peuvent déclarer la guerre ou faire la paix avec un prince indien sans l'accord du gouverneur général et du Conseil de Fort William.
La Charte de 1833 donne au gouverneur général la « surintendance, la direction et le contrôle de l'ensemble du gouvernement civil et militaire » de l'Inde britannique. Le gouverneur et son Conseil reçoivent également des pouvoirs législatifs. À partir de 1833, le gouverneur général est nommé par la Court of Directors de la Compagnie avec l'approbation du monarque britannique.
Après le transfert de la gestion de l'Inde de la Compagnie à la Couronne, le gouverneur général (alors connu sous le nom de vice-roi des Indes) devient le responsable de l'administration de l'Inde au nom du monarque britannique. L'Inde britannique est alors divisée en provinces, chacune administrée par un gouverneur, un lieutenant-gouverneur ou un commissaire en chef. Les gouverneurs sont nommés par le gouvernement britannique, auprès duquel ils sont directement responsables, mais les lieutenants-gouverneurs et les commissaires sont nommés par le vice-roi.
Le vice-roi exerce également la suzeraineté britannique sur les États princiers, directement pour les plus importants d'entre eux (Hyderabad, Mysore, Gwalior, Jammu-et-Cachemire, Baroda) ou via des agences pour les États moins importants.
Le vice-roi est également grand-maître des ordres de l'Étoile d'Inde et de l'Empire des Indes.
Au moment de l'indépendance en 1947, le titre de vice-roi est aboli. Le dernier vice-roi, Louis Mountbatten, devient le premier gouverneur général du dominion de l'Inde mais n'exerce plus qu'une responsabilité cérémonielle.

## Conseil
Dès la création du poste, le gouverneur général est assisté d'un conseil pour l'exercice des compétences exécutives et législatives.
Le Regulating Act de 1773 (en) prévoit l'élection de quatre conseillers par la Court of Directors (en) de la Compagnie. Le gouverneur général jouit alors d'un vote décisif en cas d'égalité mais les décisions du Conseil s'imposent à lui.
En 1784, le nombre de conseillers est réduit à trois. En 1786, les décisions du Conseil ne sont plus que consultatives. À partir de 1833, le Conseil (dénommé « Conseil de l'Inde ») a deux formations : l'une exécutive composée de trois membres élus par la Court of Directors, l'autre législative composée des trois membres précédant auxquels s'ajoute un quatrième qui ne participe qu'à la discussion des lois.
À partir de 1858, le Conseil est rebaptisé « Conseil du gouverneur général des Indes » et les membres sont nommés par le souverain ou le secrétaire d'État à l'Inde. Au fil des années, le nombre de membres chargés de débattre et voter les lois, augmente et ils deviennent nommés par le gouverneur général lui-même.
En 1919, les fonctions législatives du Conseil sont transférées à une législature composée de deux chambres : un Conseil d'État et une Assemblée législative. Jusqu'en 1947, le Conseil du gouverneur général n'exerce plus que des fonctions exécutives, même si le gouverneur général garde d'importants pouvoirs sur les débats et l'adoption des lois par la législature.

## Symboles

Symbole du gouverneur général (1885-1947).
Étendard du gouverneur général (1885-1947).
Étendard du gouverneur général (1947-1950).